# Cryptocarya magnifolia
Cryptocarya magnifolia är en lagerväxtart som beskrevs av Teschn.. Cryptocarya magnifolia ingår i släktet Cryptocarya och familjen lagerväxter. Inga underarter finns listade i Catalogue of Life.